# Jerome Percus
Jerome Kenneth Percus né le 21 juin 1926 à New-York et mort le 7 mars 2021 , , est un physicien américain connu pour ses travaux en physique statistique et en biomathématiques.

## Biographie
Après des études en mathématiques et en physique, Jerome Percus travaille à l'Institut de technologie Stevens à Hoboken (New Jersey). Il soutient sa thèse en mécanique quantique à l'université Columbia en 1954. À partir de 1958 il est professeur au Courant Institute of Mathematical Sciences.
D'abord intéressé par la physique statistique il publie en 1958 avec George J. Yevick un travail pionnier pour la résolution de l'équation d'Ornstein-Zernike. Par la suite ses travaux ont concerné les biomathématiques.

## Ouvrages
- (en) Jerome K. Percus, Combinatorial Methods, vol. 4, Springer, coll. « Applied Mathematical Sciences », 1971 (ISBN 978-0-387-90027-8)
- (en) Jerome K. Percus, Mathematics of Genome Analysis,  Cambridge University Press, coll. « Cambridge Studies in Mathematical Biology », 2001 (ISBN 0-52158-526-0)
- (en) Jerome K. Percus et Stephen Childress, Mathematical models in developmental biology, vol. 26, Courant Institute of Mathematical Sciences, coll. « Courant Lectures in Mathematics », 2015 (ISBN 978-1-470-41080-3)

## Distinctions
- Fellow de l'association américaine pour l'avancement des sciences (1984).
- Membre de l'American Mathematical Society.
- Fellow de l'American Physical Society.
- Prix Boris Pregel en chimie physique de l'académie des sciences de New York (1975).
- Prix Hildebrand en chimie physique de l'American Chemical Society (1993).